# Beamtenversicherungsverein
„Beamtenversicherungsverein des Deutschen Bank- und Bankiergewerbes“ ist der historische Name des heutigen BVV Versicherungsverein des Bankgewerbes a. G., der Pensionskasse für die betriebliche Altersversorgung von Banken und Finanzdienstleistungsunternehmen. Der historische Name erklärt sich aus der Tatsache, dass Bankangestellte früher „Bankbeamte“ waren beziehungsweise so genannt wurden. Die Abkürzung BVV wurde bei der Umbenennung 1995 als Namensbestandteil beibehalten.

## Gründung und Unternehmensstruktur

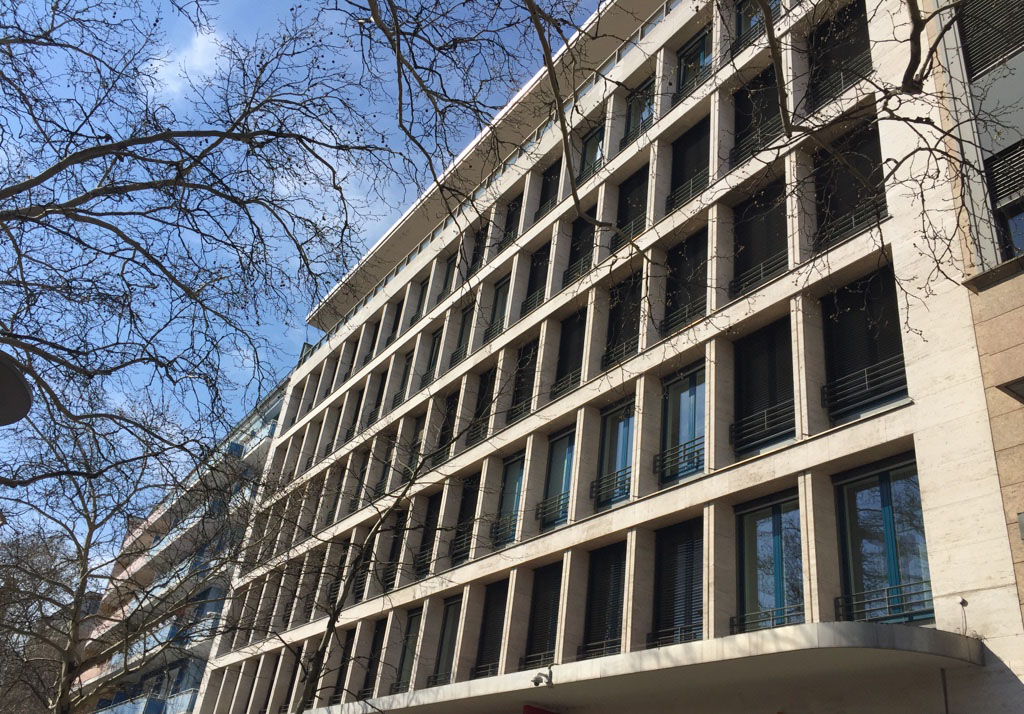
Gebäude des BVV Versicherungsverein des Bankgewerbes a. G. auf dem Kurfürstendamm in Berlin.

Der BVV wurde 1909 gegründet. 1999 wurde zusätzlich zu der Pensionskasse die BVV Versorgungskasse des Bankgewerbes e.V. gegründet, mit der als Durchführungsweg der betrieblichen Altersversorgung auch die rückgedeckte Unterstützungskasse angeboten wird.
Seit 2008 steht auch der Durchführungsweg Pensionsfonds, in Form der BVV Pensionsfonds des Bankgewerbes AG, zur Verfügung.
Seit 2023 übernimmt die zu diesem Zweck neu gegründete BVV Pension Management GmbH als hundertprozentige Tochtergesellschaft des BVV Versicherungsvereins die Verwaltungsleistungen der Versorgungsträger.
Der BVV ist – gemessen am verwalteten Vermögen – Deutschlands größte Pensionskasse. Im Jahr 2023 betrug die Bilanzsumme rund 34,1 Mrd. Euro und es gab über 498.000 Versicherte und Rentner.

## Einzelbelege
1. ↑  Neuer Dienstleister am deutschen bAV-Markt. Abgerufen am 12. September 2023.
2. ↑  BaFin (Hrsg.): Statistik der BaFin - Erstversicherungsunternehmen '10. S. 136 (bafin.de [PDF]).
3. ↑  Jahresberichte 2023. BVV, abgerufen am 4. Juni 2024.